# Isla Salango
Die Isla Salango ist eine 103 Hektar große Pazifik-Insel 700 Meter vor der Küste an der Punta Piedra Verde bei dem ecuadorianischen Dorf Salango in der Provinz Manabí. Sie gehört zum Kanton Puerto López jener Provinz.
Die Insel ist Teil des Machalilla-Nationalparks und beherbergt u. a. Spezies wie den Blaufußtölpel. Vor der Insel sind gelegentlich Wale zu beobachten.